# Xanthorrhoea preissii
Xanthorrhoea preissii är en  grästrädsväxtart som beskrevs av Stephan Ladislaus Endlicher. Xanthorrhoea preissii ingår i släktet Xanthorrhoea och familjen grästrädsväxter. Inga underarter finns listade i Catalogue of Life.

## Bildgalleri

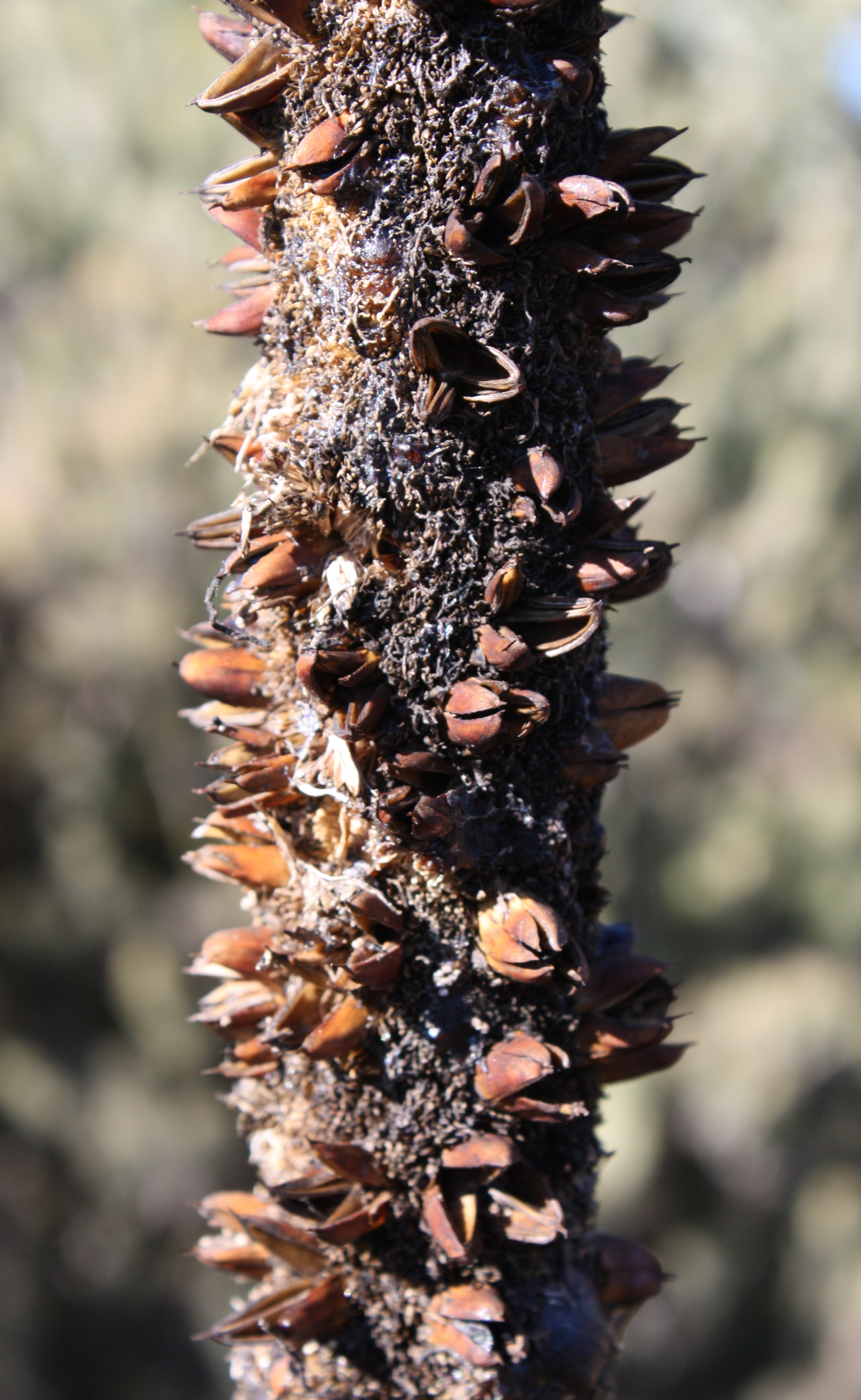